# 東寺夜間高等学校
東寺夜間高等学校(とうじやかんこうとうがっこう)とは、かつて、京都市南区にあった私立高等学校。

## 概要および沿革
- 東寺高等学校の夜間定時制課程として設置された。1949年に開校。1960年に東寺高等学校の定時制課程として統合された。

## 設置学科
- 普通科